# Rena Dumont
Rena Dumont (geborene Zednikova, 15. Juni 1969 in Prostějov, Tschechoslowakei) ist eine deutsche Schauspielerin und Autorin.

## Leben
Rena Zednikova flüchtete 1986 mit ihrer Mutter aus der Tschechoslowakei in die Bundesrepublik Deutschland und wohnte zunächst in München, wo sie die deutsche Sprache erlernte. Sie begann 1990 ein Studium an der Hochschule für Musik und Theater in Hannover, das sie 1994 im Fach Schauspiel abschloss. Seither hatte sie Rollen auf verschiedenen Bühnen (Münchner Kammerspiele, Schauspielhaus Wien, Prater der Volksbühne, Nationaltheater Prag), sowie in Kino- und TV-Produktionen, zunächst noch unter ihrem Geburtsnamen Zednikova.
Rena Dumont schreibt Drehbücher zu Kurzfilmen und Spielfilmen, sowie Kurzgeschichten. 2013 erschien ihr erster Roman Paradiessucher.

## Auszeichnungen
- 2019: Neiße Filmfestival – Spezialpreis des Filmverbandes Sachsen für „Honza má pech“ (Hans im Pech)[2]

## Werke
- Paradiessucher. München : Hanser, 2013

## Filmografie
- 1999: Adelheid und ihre Mörder (Fernsehserie, Folge Das große Los)
- 2001: Edel & Starck (Fernsehserie, 1 Folge)
- 2002:	Gameboy	(Kurzspielfilm)
- 2002: Die Schlinge (Kurzspielfilm)
- 2003: Samt und Seide (Fernsehserie, 1 Folge)
- 2003: Mr. und Mrs. Right
- 2004:	Grenzverkehr
- 2004: Alles Atze (Fernsehserie, 1 Folge)
- 2006: Ein Fall für zwei (Fernsehserie, 1 Folge)
- 2008:	Tatort – Häschen in der Grube
- 2009: Am Anfang war das Wort (Kurzspielfilm)
- 2010: Schützenfest (Kurzspielfilm)
- 2011: SOKO Donau (Fernsehserie)
- 2012:	Pfarrer Braun – Ausgegeigt! (Fernsehserie, 1 Folge)
- 2015:	Cesty domu (Fernsehserie)
- 2015: Shit happens (Kurzspielfilm)
- 2016: Die Mutprobe (Kurzfilm, auch Regie)
- 2018: Hans im Pech (Kurzfilm, auch Regie)